# Times Square Church
Times Square Church är en icke samfundsbunden församling som ligger vid 237 West 51st Street i Theatre District på Manhattan i New York. Ett stort antal människor från över hundra nationaliteter samlas varje vecka för att be. Volontärer från församlingen deltar i över fyrtio olika arbeten, allt från att ge mat till de hemlösa i New York till att bemanna ett barnhem i Sydafrika. Times Square Church lägger stor vikt till att ge stöd åt de missgynnade.

## Församlingens historik
Times Square Church grundades år 1987 av pastor David Wilkerson. Vid den tiden var Times Square känt som ett centrum för barnförbjudna filmer, porrklubbar, prostitution och drogmissbruk. Pastor Wilkerson grundade församlingen som svar på vad han beskrev som "de fysiskt ömtåliga och andligt döda människorna" som han såg bland hallickar, rymlingar och droghandlare som uppehöll sig i området. Times Square Church höll under en kort tid sina gudstjänster i Town Hall på 43rd Street på Manhattan och därefter i Hollander Theatre på 41st Street. År 1989 flyttade kyrkan till sin nuvarande plats Mark Hellinger Theater på 51st Street.

## Byggnadens historik
Församlingen har sitt högkvarter i en teaterbyggnad som ursprungligen uppfördes år 1930 av Warner Bros. som ett filmpalats, Warner Hollywood Theatre, som senare omvandlades till en Broadwaymötesplats med namnet Mark Hellinger Theatre. Kända Broadwaymusikaler som har spelats på teatern är My Fair Lady, Jesus Christ Superstar och Katharine Hepburns musikal Coco. Times Square Church köpte byggnaden från Nederlander Organization för ett hemligt belopp år 1991. Vid denna tidpunkt uppskattades byggnaden vara värd runt 15 till 18 miljoner dollar. Vid inköpet förklarade pastor Donald W. Wilkerson, bror till David Wilkerson och en av kyrkans ledare, att teatern inte skulle förändras: "Teatern är ett landmärke och kommer förbli densamma".